# 大高忍
大高 忍（おおたか しのぶ、1983年5月9日 - ）は、日本の漫画家。女性。東京都江東区出身。血液型B型。

## 来歴
2003年7月、スクウェア・エニックスが主催した漫画大賞『第2回エニックスマンガ大賞』にて、『芥町』で最高位である「大賞」を受賞する（受賞時は「大高」の名義だった）。『芥町』は2003年9月22日発売の『ガンガンパワード 2003年秋季号』に掲載され、大高のデビュー作となる。デビュー当時、大高は19歳だった。
2004年、青年漫画誌『ヤングガンガン』創刊号より、初の連載作品となる『すもももももも 〜地上最強のヨメ〜』を連載開始。アニメ化されるなど、ヒット作となる。
2009年、『すもももももも』の担当編集者であった石橋和章に誘われ、夢であった少年漫画誌での連載を果たすべく、『ヤングガンガン』から『週刊少年サンデー』へ移籍。同誌2009年27号より移籍後初となる作品『マギ』を連載開始。2012年にはアニメ化もされた。
2018年、『週刊少年サンデー』から『週刊少年マガジン』へ移籍。同誌2018年26号より『オリエント』を連載開始。2021年6号まで連載した後は『別冊少年マガジン』へ移籍し、同誌2021年3月号より連載を再開する。2022年にはアニメ化もされた

## 作品リスト

### 漫画作品

#### 連載
- すもももももも 〜地上最強のヨメ〜（『ヤングガンガン』2004年創刊号 - 2009年4号）
- マギ（『週刊少年サンデー』2009年27号 - 2017年46号）
  - マギ シンドバッドの冒険（『週刊少年サンデー』2013年23号 - 30号 →『裏サンデー』2013年9月18日 - 2018年5月2日、作画：大寺義史）
- オリエント（『週刊少年マガジン』2018年26号 - 2021年6号 → 『別冊少年マガジン』2021年3月号 - 2024年11月号[8]）

#### 読み切り
- 芥町（『少年ガンガン2003年9月増刊・『ガンガンパワード』秋季号）
- すもももももも（『少年ガンガン』2004年3月増刊・『ガンガンYG』壱号）
- すもももももも 〜地上最強のヨメ〜 特別 いよいよ子作り解禁日!?（『月刊少年ガンガン』2007年4月号）
- すもももももも 〜地上最強のヨメ〜 特別編. 早苗1/2（『増刊ヤングガンガン』Vol.01）
- まなみ センセイション（『増刊ヤングガンガン』Vol.02）
- すもももももも 〜地上最強のヨメ〜 特別編. ブラックコーヒーと進太郎（『増刊ヤングガンガン』Vol.03）

### 書籍
- 『すもももももも 〜地上最強のヨメ〜』、スクウェア・エニックス〈ヤングガンガンコミックス〉2005年 - 2009年、全12巻
- 『マギ』、小学館〈少年サンデーコミックス〉2009年 - 2017年、全37巻
- 『マギ シンドバッドの冒険』、作画：大寺義史、小学館〈裏少年サンデーコミックス〉2013年 - 2018年、全19巻
- 『オリエント』、講談社〈講談社コミックス〉2018年 - 2024年、全22巻

### その他
- バック・アロウ（テレビアニメ、2021年）キャラクター原案[9]

## 出演
- 『Rの法則』（女子高校生のための少年マンガ、NHK Eテレ 2014年3月25日、コメントによる参加）

## アシスタント
- 杉戸アキラ
- 阿久井真
- 大寺義史